# In My City
In My City è un singolo della cantante e attrice indiana Priyanka Chopra, pubblicato il 14 settembre 2012.
Il singolo ha visto la partecipazione del rapper statunitense Will.i.am.